# 수락중학교
수락중학교(水落中學校)는 대한민국 서울특별시 노원구 상계동에 있는 공립 중학교이다.

## 학교 연혁
- 2001. 12. 31 수락중학교 설립 인가
- 2001. 12. 31 초대겸임 이말영 교장 발령
- 2003. 06. 18 제2대 승용기 교장 취임
- 2005. 04. 27 제3대 신정숙 교장 취임
- 2008. 03. 01 제4대 유의식 교장 취임
- 2010. 03. 01 제5대 김외순 교장 취임
- 2012. 03. 01 제6대 홍광표 교장 취임
- 2012. 03. 01 서울형 혁신학교 지정·운영(1기)
- 2016. 03. 01 서울형 혁신학교 지정•운영(2기)
- 2016. 03. 01 제7대 김현청 교장 취임
- 2019. 09. 01 제8대 김지용 교장 취임
- 2020. 03. 01 서울형 혁신학교 지정•운영
- 2023. 09. 01 제9대 오원식 교장 취임
- 학교 연혁 출처 : https://surak.sen.ms.kr/

## 학교 동문
교목 : 소나무
- 영원한 발전
- 고상한 인품과 덕성
- 상부상조와 포용력
- 끈기와 노력
교화 : 개나리
- 진취적 기상
- 뛰어난 적응력
- 굳센 의지력
- 강한 인내심
수락중학교는 전관과 후관으로 나뉘어져 있으며 전관은 4층, 후관은 5층으로 구성되어있는 학교이다. 전관의 1층은교무/장실과 인쇄실, 방송실 등이 배치되어 있고, 2층은 3학년부와 3학년 교실이 있다. 3층에는 2학년부와 2학년 교실이 있으며 4층에는 1학년부와 1학년 교실이 있다. 후관의 1층은 제 1 과학실과 급식실, 하랑관(소형 강당)이 있다. 2층은 제 2 과학실과 3학년 교실, 보건실 등이 있다. 3층에는 2학년 교실과 1학년 교실이 있으며 종예실(종합예술실)이라는 소형 강당도 있다. 4층에는 수다락이라는 도서실과 위클래스, 생활교육부 등이 있으며 5층은 체육관과 탁구장, 그리고 음악실과 체육부로 구성되어 있다. 또한 전관과 후관 사이에는 2,3,4층에 두 건물을 이어주는 통로가 있다. 그리고 운동장과  농구장도 있으며 2024년 12월 중순에 체육관 건물이 완공될 예정이다.

## 참고 자료
- 수락중학교 - 한국교육학술정보원 학교알리미